# Rawcliffe (East Riding of Yorkshire)
Rawcliffe is een civil parish in het bestuurlijke gebied East Riding of Yorkshire, in het ceremoniële graafschap East Riding of Yorkshire  met 2379 inwoners.